# Municipio III
Municipio III (Nomentano - San Lorenzo) is een stadsdeel met ongeveer 56.170 inwoners in het centrum van Rome.